# Боровинок (Иркутская область)
Боровинок — село в Нижнеудинском районе Иркутской области

## География
Село находится в 13 км от Лесогорска.

## Население
По данным Всероссийской переписи населения 2010 года население НП составило 92 человек.

## Власть
Село в административном плане относится к Широковскому муниципальному образованию Нижнеудинского района Иркутской области.